# ×Chrismatopteris
xChrismatopteris, hibridni rod papratnjača iz porodice Thelypteridaceae sa jednom notovrstom iz Afrike. To je xC. ×holttumii u
rasprostranjenost: Liberija; Sijera Leone; Gana; Nigerija; Kamerun; Uganda; Kenija; Tanzanija. Formula: Christella dentata x Pneumatopteris afra. 
Rod je opisan 1986..

## Sinonimi
- Cyclosorus ×holttumianus Mazumdar